# Paraleptidea
Paraleptidea is een kevergeslacht uit de familie van de boktorren (Cerambycidae). De wetenschappelijke naam van het geslacht werd voor het eerst geldig gepubliceerd in 1913 door Gounelle.

## Soorten
Paraleptidea omvat de volgende soorten:
- Paraleptidea femorata Gounelle, 1913
- Paraleptidea longitarsis (Lane, 1951)
- Paraleptidea sanmartini (Zajciw, 1960)